# Kornel Jan Krzeczunowicz
Kornel Jan Krzeczunowicz herbu własnego (ur. 2 lutego 1815 w Sosnowie, zm. 21 stycznia 1881 we Lwowie) – polski polityk, ziemianin, działacz społeczny.

## Życiorys
Uczył się w kolegiach jezuickich w Tarnopolu i Lwowie. To ostatnie ukończył w 1832. Absolwent prawa na uniwersytecie we Lwowie (1838). W latach 1838–1839 pracował w lwowskiej dyrekcji prokuratorii skarbu. Następnie podróżował po Europie, gdzie kolejno mieszkał we Włoszech, Szwajcarii i we Francji. W Paryżu kontaktował się z Hotelem Lambert i bywał w salonach politycznych. Uzupełniał także wykształcenie, słuchając wykładów na Sorbonie i w College de France. Następnie kilka miesięcy spędził w Anglii. W roku 1841 przez Niemcy i Wielkopolskę powrócił do Galicji.
Od 1842 administrował majątkami ojca. W roku 1843 został członkiem Stanów Galicyjskich, gdzie związał się z Franciszkiem Ksawerym Krasickim i Tadeuszem Wasilewskim. W tym czasie opowiadał się za zniesieniem pańszczyzny, a także złożył władzom memoriał o stosunkach poddańczych w Galicji (1845). Czynny podczas Wiosny Ludów, był członkiem brzeżańskiej Rady Narodowej i jej delegatem do lwowskiej Centralnej Rady Narodowej, gdzie pracował w Wydziale Spraw Krajowych zajmującym się reorganizacją administracji krajowej. Był rzecznikiem zwołania sejmu stanowego oraz zniesienia pańszczyzny za odszkodowaniem. Od lata 1848 stał na czele opozycji domagającej się likwidacji lwowskiej Rady Narodowej. W latach 1848–1951 członek Rady Miejskiej we Lwowie.
Był właścicielem kilku majątków ziemskich w Galicji Wschodniej, które odziedziczył po ojcu, m.in. Bołszowce w pow. rohatyńskim, a także Jaryczów w pow. lwowskim.
Od roku 1847 Krzeczunowicz był członkiem Galicyjskiego Towarzystwa Gospodarskiego we Lwowie. W roku 1848 został zastępcą członka, a w następnie członkiem Komitetu Towarzystwa (6 lutego 1858 – 18 czerwca 1862). Był ekspertem w sprawach podatkowych i autorem wielu publikacji prawniczych. Bardzo aktywny w swoich pracach, wypowiadał się w sprawach robotników rolnych, propinacji i gorzelnictwa. Zwolennik wykupu i regulacji serwitutów w celu ostatecznego rozdziału gruntów dworskich od chłopskich, ostro jednak występował przeciwko roszczeniom chłopów. Postulował utworzenie monopoli lasów, pastwisk i pracy najemnej. Był także aktywnym członkiem Galicyjskiego Towarzystwa Kredytowego Ziemskiego, należał do założycieli Galicyjskiego Banku Hipotecznego, Galicyjskiego Banku Kredytowego oraz szkoły rolniczej w Dublanach.
Był posłem na galicyjski Sejm Krajowy (1861–1881). Poseł do austriackiej Rady Państwa II kadencji (20 maja 1867 – 22 sierpnia 1868) z kurii I (wielkiej własności), a następnie V kadencji (20 lutego 1874 – 22 maja 1879) z kurii I (wielkiej własności ziemskiej) z okręgu 12 (Lwów – Gródek), oraz VI kadencji (7 października 1879 – 21 stycznia 1881) z kurii II (miejskiej) z okręgu nr 17 (Lwów, Winniki, Szczerzec, Gródek, Janów, Jaworów, Krakowiec). W parlamencie austriackim należał do Koła Polskiego.
Początkowo przez pewien czas związany był z działaczami takimi jak np. Leon Ludwik Sapieha, czy Mikołaj Zyblikiewicz. Później jednak reprezentował poglądy konserwatywne, należąc do tzw. Podolaków. Niejednokrotnie bronił polskich interesów na forum publicznym, propagował rozwój kolejnictwa oraz meliorację wsi galicyjskich. Jego pogrzeb stał się jedną z największych manifestacji żałobnych miasta Lwowa w czasach zaborów, podczas pochówku przed złożeniem zwłok do kaplicy przemawiał polski działacz polityczny Oktaw Pietruski (przewodniczący Wydziału Krajowego Galicji). Został pochowany na Cmentarzu Łyczakowskim we Lwowie w rodzinnej Kaplicy Krzeczunowiczów (pole nr 2).

## Prace
- Uwagi nad postępowaniem w załatwianiu sporów między dawnymi dziedzicami a ich niegdy poddanymi w Galicji, Lwów 1851.
- Die Grund und Servitutenstreitigkeiten in Galizien, Wien 1852.
- Uwagi... nad artykułami pana Budzimierza Sochy, Lwów 1859.

## Rodzina
Pochodził ze starej ormiańskiej rodziny osiadłej w Polsce i związanej ze Lwowem, której udokumentowane dzieje sięgały czasów założenia Stanisławowa w 1662. Najstarszy syn Waleriana i Joanny z Manugiewiczów. Jego ojciec Walerian był protoplastą nowej linii brzeżańsko-lwowskiej rodu Krzeczunowiczów (wcześniej istniała linia korszowska). Kornel kształcił się w kolegiach jezuickich w Tarnopolu i Lwowie, a następnie odbywał studia prawnicze i ekonomiczne na uczelniach włoskich, szwajcarskich i francuskich. Z małżeństwa z Izabelą Suchodolską (1842–1916) miał czwórkę dzieci: Aleksandra (1863–1922), Helenę (1867–1932), Waleriana (1870–1945) (właściciel Jaryczowa pod Lwowem) i Leona (1872–1888). Dziadek Kornela i pradziadek Andrzeja.